# Північний Сомерсет

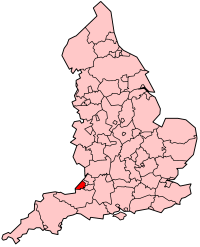
Унітарна одиниця на мапі Англії

Північний Со́мерсет (англ. North Somerset) — унітарна одиниця Англії на півночі церемоніального графства Сомерсет. Населення 211,7 тисяч осіб (2016 рік). Площа 374,68 км².
Головне та найбільше місто унітарної одиниці — Вестон-сьюпер-Мер. Населення — 76,1 тисяч осіб (2001 рік).

## Історія

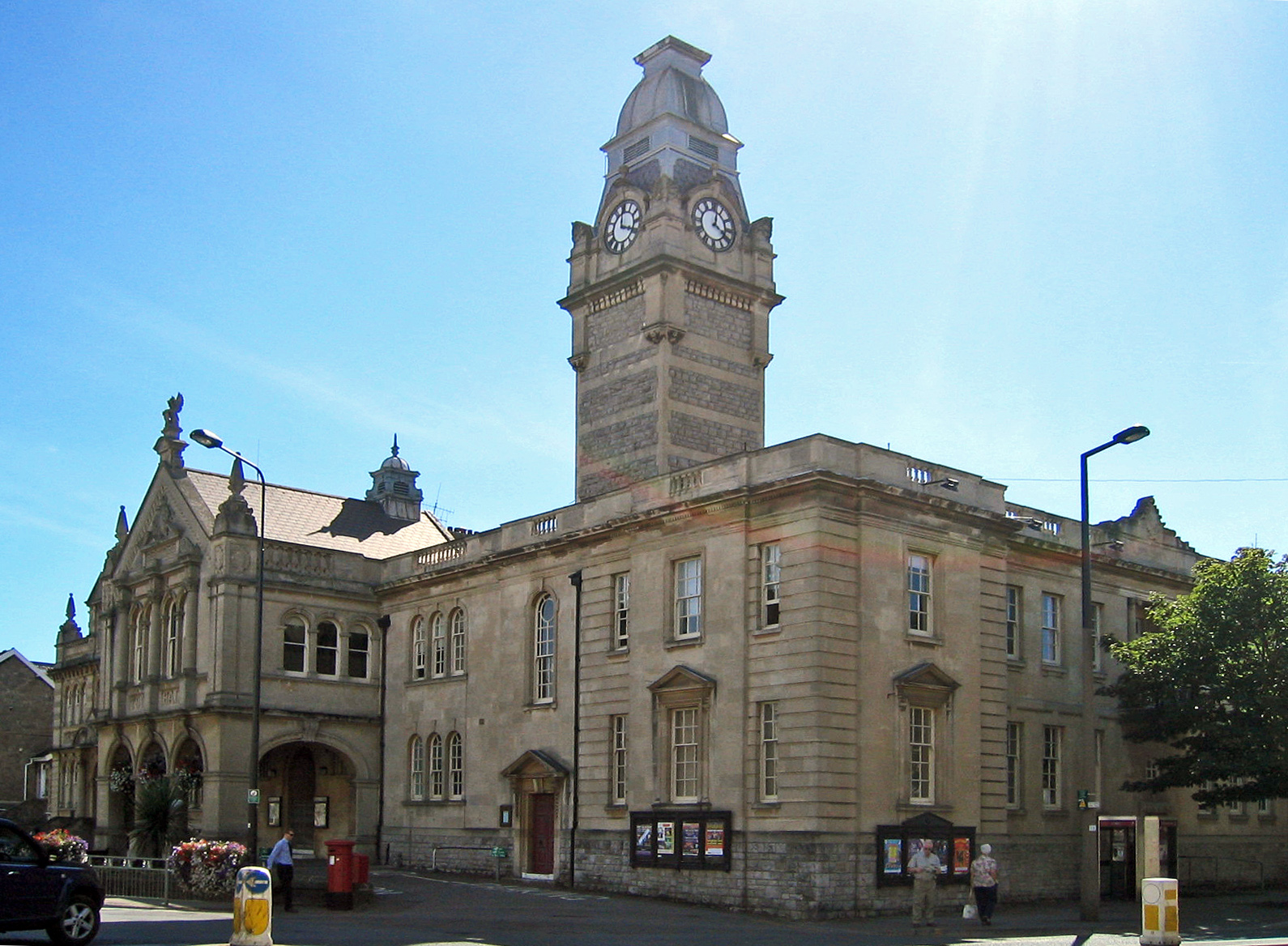
Вестон-сьюпер-Мер

Утворена 1 квітня 1996 року шляхом перетворення в унітарну одиницю та переходу в церемоніальне графство Сомерсет району Вудспрінг колишнього неметропольного графства Ейвон.

## Географія
Займає територію 374 км², омивається на північному заході Бристольською затокою, на північному сході межує з церемоніальним графством Бристоль, на південному сході з унітарною одиницею Бат і Північно-Східний Сомерсет, на півдні з неметропольним графством Сомерсет.

## Спорт
У місті Вестон-сьюпер-Мер базується напівпрофесіональний футбольний клуб «Вестон-Сьюпер-Мер», який у сезоні 2012-13 виступає в Південній Конференції. «Вестон-сьюпер-Мер» приймає суперників на стадіоні «Вудспрінг Стедіум» (3 500 глядачів).